# Pierrepont (Nueva York)
Pierrepont es un pueblo ubicado en el condado de St. Lawrence en el estado estadounidense de Nueva York. En el año 2000 tenía una población de 2,674 habitantes y una densidad poblacional de 17 personas por km².

## Geografía
Pierrepont se encuentra ubicado en las coordenadas 44°32′53″N 75°0′44″O / 44.54806, -75.01222.

## Demografía
Según la Oficina del Censo en 2000 los ingresos medios por hogar en la localidad eran de $41,890, y los ingresos medios por familia eran $44,500. Los hombres tenían unos ingresos medios de $36,398 frente a los $23,438 para las mujeres. La renta per cápita para la localidad era de $19,239. Alrededor del 11.5% de la población estaban por debajo del umbral de pobreza.